# 영국사 (사찰)
영국사(寧國寺)는 대한민국 충청북도 영동군 양산면 누교리에 있는 조계종의 사찰이다.
영국사는 신라 후기에 창건되었다고 추정된다. 효소왕이 육궁백관(六宮百官)을 인솔하고 피난했다는 전설이 있는 옥새봉과 육조골이 있고, 고려 문종 때 대각국사가 국청사(國淸寺)라 한 것을 공민왕이 홍건적의 난을 피하여 이곳에서 국태민안을 기원함으로써 국난을 극복했다 하여 영국사라 개칭하였다.
이곳에는 승탑(보물 제532호), 3층석탑(보물 제533호), 원각국사비(보물 제534호), 망탑봉 3층석탑(보물 제535호), 지방유형문화재 2점 등 많은 문화재가 있다.